# Coppa Italia Serie C 1981-1982
La Coppa Italia di Serie C 1981-1982 fu la decima edizione del trofeo (ex-Coppa Italia Semiprofessionisti) riservato alle 108 squadre partecipanti alla Serie C1 e alla C2.
L'edizione fu vinta per la prima volta dal L.R. Vicenza, che superò in finale il Campobasso.

## Risultati

### Fase eliminatoria a gironi
Alla prima fase presero parte le 108 squadre di Serie C1 e Serie C2; queste furono divise in 36 gironi all'italiana da tre squadre. Le prime classificate di ogni girone furono ammesse direttamente alla fase finale, con l'eccezione di otto squadre estratte a sorte che affrontarono un ulteriore turno di qualificazione ai sedicesimi.

#### Gironi
Le gare furono disputate tra il 23 agosto ed il 13 settembre 1981.

##### Girone 1
|             | ALE | CAS | DER |
| ----------- | --- | --- | --- |
| Alessandria | ––– | 2-2 | 1-0 |
| Casale      | 1-0 | ––– | 0-1 |
| Derthona    | 3-1 | 1-0 | ––– |

| Pos. | Squadra     | Pt | G | V | N | P | GF | GS | DR |
| ---- | ----------- | -- | - | - | - | - | -- | -- | -- |
| 1.   | Derthona    | 6  | 4 | 3 | 0 | 1 | 5  | 2  | +3 |
| 2.   | Casale      | 3  | 4 | 1 | 1 | 2 | 3  | 4  | -1 |
| 3.   | Alessandria | 3  | 4 | 1 | 1 | 2 | 4  | 6  | -2 |

##### Girone 2
|           | NOV | OME | VOG |
| --------- | --- | --- | --- |
| Novara    | ––– | 2-0 | 2-1 |
| Omegna    | 0-0 | ––– | 1-1 |
| Vogherese | 0-1 | 1-1 | ––– |

| Pos. | Squadra   | Pt | G | V | N | P | GF | GS | DR |
| ---- | --------- | -- | - | - | - | - | -- | -- | -- |
| 1.   | Novara    | 7  | 4 | 3 | 1 | 0 | 5  | 1  | +4 |
| 2.   | Omegna    | 3  | 4 | 0 | 3 | 1 | 2  | 4  | -2 |
| 3.   | Vogherese | 2  | 4 | 0 | 2 | 2 | 3  | 5  | -2 |

##### Girone 3
|            | LEG | PPA | RHO |
| ---------- | --- | --- | --- |
| Legnano    | ––– | 2-0 | 2-0 |
| Pro Patria | 0-0 | ––– | 1-1 |
| Rhodense   | 0-1 | 1-0 | ––– |

| Pos. | Squadra    | Pt | G | V | N | P | GF | GS | DR |
| ---- | ---------- | -- | - | - | - | - | -- | -- | -- |
| 1.   | Legnano    | 7  | 4 | 3 | 1 | 0 | 5  | 0  | +5 |
| 2.   | Rhodense   | 3  | 4 | 1 | 1 | 2 | 2  | 4  | -2 |
| 3.   | Pro Patria | 2  | 4 | 0 | 2 | 2 | 1  | 4  | -3 |

##### Girone 4
|          | CAS | MON | SER |
| -------- | --- | --- | --- |
| Casatese | ––– | 0-1 | 1-0 |
| Monza    | 2-0 | ––– | 3-1 |
| Seregno  | 0-1 | 1-0 | ––– |

| Pos. | Squadra  | Pt | G | V | N | P | GF | GS | DR |
| ---- | -------- | -- | - | - | - | - | -- | -- | -- |
| 1.   | Monza    | 6  | 4 | 3 | 0 | 1 | 6  | 2  | +4 |
| 2.   | Casatese | 4  | 4 | 2 | 0 | 2 | 2  | 3  | -1 |
| 3.   | Seregno  | 2  | 4 | 1 | 0 | 3 | 2  | 5  | -3 |

##### Girone 5
|             | FAN | LEC | SAN |
| ----------- | --- | --- | --- |
| Fanfulla    | ––– | 2-1 | 2-1 |
| Lecco       | 1-0 | ––– | 3-2 |
| Sant'Angelo | 1-1 | 2-2 | ––– |

| Pos. | Squadra     | Pt | G | V | N | P | GF | GS | DR |
| ---- | ----------- | -- | - | - | - | - | -- | -- | -- |
| 1.   | Lecco       | 5  | 4 | 2 | 1 | 1 | 7  | 6  | +1 |
| 2.   | Fanfulla    | 5  | 4 | 2 | 1 | 1 | 5  | 4  | +1 |
| 3.   | Sant'Angelo | 2  | 4 | 0 | 2 | 2 | 6  | 8  | -2 |

##### Girone 6
|            | ATA | PER | VIR |
| ---------- | --- | --- | --- |
| Atalanta   | ––– | 1-1 | 1-0 |
| Pergocrema | 1-2 | ––– | 1-0 |
| Virescit   | 1-3 | 1-0 | ––– |

| Pos. | Squadra             | Pt | G | V | N | P | GF | GS | DR |
| ---- | ------------------- | -- | - | - | - | - | -- | -- | -- |
| 1.   | Atalanta            | 7  | 4 | 3 | 1 | 0 | 7  | 3  | +4 |
| 2.   | Pergocrema          | 3  | 4 | 1 | 1 | 2 | 3  | 4  | -1 |
| 3.   | Virescit Boccaleone | 2  | 4 | 1 | 0 | 3 | 2  | 5  | -3 |

##### Girone 7
|          | MAN | PAV | PIA |
| -------- | --- | --- | --- |
| Mantova  | ––– | 4-0 | 2-1 |
| Pavia    | 0-0 | ––– | 0-1 |
| Piacenza | 3-3 | 0-1 | ––– |

| Pos. | Squadra  | Pt | G | V | N | P | GF | GS | DR |
| ---- | -------- | -- | - | - | - | - | -- | -- | -- |
| 1.   | Mantova  | 6  | 4 | 2 | 2 | 0 | 9  | 4  | +5 |
| 2.   | Piacenza | 3  | 4 | 1 | 1 | 2 | 5  | 6  | -1 |
| 3.   | Pavia    | 3  | 4 | 1 | 1 | 2 | 1  | 5  | -4 |

##### Girone 8
|              | LRV | MON | PAD |
| ------------ | --- | --- | --- |
| L.R. Vicenza | ––– | 2-0 | 1-1 |
| Monselice    | 0-3 | ––– | 0-1 |
| Padova       | 1-2 | 1-0 | ––– |

| Pos. | Squadra      | Pt | G | V | N | P | GF | GS | DR |
| ---- | ------------ | -- | - | - | - | - | -- | -- | -- |
| 1.   | L.R. Vicenza | 7  | 4 | 3 | 1 | 0 | 8  | 2  | +6 |
| 2.   | Padova       | 5  | 4 | 2 | 1 | 1 | 4  | 3  | +1 |
| 3.   | Monselice    | 0  | 4 | 0 | 0 | 4 | 0  | 7  | -7 |

##### Girone 9
|              | MON | TRN | TRV |
| ------------ | --- | --- | --- |
| Montebelluna | ––– | 1-2 | 2-1 |
| Trento       | 3-1 | ––– | 1-2 |
| Treviso      | 1-1 | 2-2 | ––– |

| Pos. | Squadra      | Pt | G | V | N | P | GF | GS | DR |
| ---- | ------------ | -- | - | - | - | - | -- | -- | -- |
| 1.   | Trento       | 5  | 4 | 2 | 1 | 1 | 8  | 6  | +2 |
| 2.   | Treviso      | 4  | 4 | 1 | 2 | 1 | 6  | 6  | 0  |
| 3.   | Montebelluna | 3  | 4 | 1 | 1 | 2 | 5  | 7  | -2 |

##### Girone 10
|            | CON | POR | TRI |
| ---------- | --- | --- | --- |
| Conegliano | ––– | 1-1 | 0-2 |
| Pordenone  | 2-0 | ––– | 0-0 |
| Triestina  | 5-0 | 5-0 | ––– |

| Pos. | Squadra    | Pt | G | V | N | P | GF | GS | DR  |
| ---- | ---------- | -- | - | - | - | - | -- | -- | --- |
| 1.   | Triestina  | 7  | 4 | 3 | 1 | 0 | 12 | 0  | +12 |
| 2.   | Pordenone  | 4  | 4 | 1 | 2 | 1 | 3  | 6  | -3  |
| 3.   | Conegliano | 1  | 4 | 0 | 1 | 3 | 1  | 10 | -9  |

##### Girone 11
|         | MES | MIR | VEN |
| ------- | --- | --- | --- |
| Mestre  | ––– | 0-0 | 1-1 |
| Mira    | 2-1 | ––– | 0-0 |
| Venezia | 1-0 | 0-0 | ––– |

| Pos. | Squadra | Pt | G | V | N | P | GF | GS | DR |
| ---- | ------- | -- | - | - | - | - | -- | -- | -- |
| 1.   | Mira    | 5  | 4 | 1 | 3 | 0 | 2  | 1  | +1 |
| 2.   | Venezia | 5  | 4 | 1 | 3 | 0 | 2  | 1  | +1 |
| 3.   | Mestre  | 2  | 4 | 0 | 2 | 2 | 2  | 4  | -2 |

##### Girone 12
|           | IMP | SAN | SAV |
| --------- | --- | --- | --- |
| Imperia   | ––– | 1-1 | 1-1 |
| Sanremese | 0-1 | ––– | 1-3 |
| Savona    | 3-1 | 2-2 | ––– |

| Pos. | Squadra   | Pt | G | V | N | P | GF | GS | DR |
| ---- | --------- | -- | - | - | - | - | -- | -- | -- |
| 1.   | Savona    | 6  | 4 | 2 | 2 | 0 | 9  | 5  | +4 |
| 2.   | Imperia   | 4  | 4 | 1 | 2 | 1 | 4  | 5  | -1 |
| 3.   | Sanremese | 2  | 4 | 0 | 2 | 2 | 4  | 7  | -3 |

##### Girone 13
|        | MOD | PAR | SPE |
| ------ | --- | --- | --- |
| Modena | ––– | 1-0 | 2-0 |
| Parma  | 2-0 | ––– | 2-0 |
| Spezia | 1-0 | 0-1 | ––– |

| Pos. | Squadra | Pt | G | V | N | P | GF | GS | DR |
| ---- | ------- | -- | - | - | - | - | -- | -- | -- |
| 1.   | Parma   | 6  | 4 | 3 | 0 | 1 | 5  | 1  | +4 |
| 2.   | Modena  | 4  | 4 | 2 | 0 | 2 | 3  | 3  | 0  |
| 3.   | Spezia  | 2  | 4 | 1 | 0 | 3 | 1  | 5  | -4 |

##### Girone 14
|           | CAT | FAN | FOR |
| --------- | --- | --- | --- |
| Cattolica | ––– | 2-1 | 0-0 |
| Fano      | 1-1 | ––– | 3-1 |
| Forlì     | 1-0 | 4-1 | ––– |

| Pos. | Squadra   | Pt | G | V | N | P | GF | GS | DR |
| ---- | --------- | -- | - | - | - | - | -- | -- | -- |
| 1.   | Forlì     | 5  | 4 | 2 | 1 | 1 | 6  | 4  | +2 |
| 2.   | Cattolica | 4  | 4 | 1 | 2 | 1 | 3  | 3  | 0  |
| 3.   | Fano      | 3  | 4 | 1 | 1 | 2 | 6  | 8  | -2 |

##### Girone 15
|           | CAR | CER | LUC |
| --------- | --- | --- | --- |
| Carrarese | ––– | 2-1 | 4-0 |
| Cerretese | 0-1 | ––– | 4-1 |
| Lucchese  | 0-4 | 0-5 | ––– |

| Pos. | Squadra   | Pt | G | V | N | P | GF | GS | DR  |
| ---- | --------- | -- | - | - | - | - | -- | -- | --- |
| 1.   | Carrarese | 8  | 4 | 4 | 0 | 0 | 11 | 1  | +10 |
| 2.   | Cerretese | 4  | 4 | 2 | 0 | 2 | 10 | 4  | +6  |
| 3.   | Lucchese  | 0  | 4 | 0 | 0 | 4 | 1  | 17 | -16 |

##### Girone 16
|             | MON | PRA | RON |
| ----------- | --- | --- | --- |
| Montecatini | ––– | 0-5 | 1-3 |
| Prato       | 6-0 | ––– | 0-1 |
| Rondinella  | 3-0 | 1-2 | ––– |

| Pos. | Squadra     | Pt | G | V | N | P | GF | GS | DR  |
| ---- | ----------- | -- | - | - | - | - | -- | -- | --- |
| 1.   | Prato       | 6  | 4 | 3 | 0 | 1 | 13 | 2  | +11 |
| 2.   | Rondinella  | 6  | 4 | 3 | 0 | 1 | 8  | 3  | +5  |
| 3.   | Montecatini | 0  | 4 | 0 | 0 | 4 | 1  | 17 | -16 |

##### Girone 17
|         | EMP | LIV | SIE |
| ------- | --- | --- | --- |
| Empoli  | ––– | 2-0 | 1-1 |
| Livorno | 1-1 | ––– | 1-1 |
| Siena   | 0-0 | 1-1 | ––– |

| Pos. | Squadra | Pt | G | V | N | P | GF | GS | DR |
| ---- | ------- | -- | - | - | - | - | -- | -- | -- |
| 1.   | Empoli  | 5  | 4 | 1 | 3 | 0 | 4  | 2  | +2 |
| 2.   | Siena   | 4  | 4 | 0 | 4 | 0 | 3  | 3  | 0  |
| 3.   | Livorno | 3  | 4 | 0 | 3 | 1 | 3  | 5  | -2 |

##### Girone 18
|               | ARE | MON | SAN |
| ------------- | --- | --- | --- |
| Arezzo        | ––– | 2-0 | 2-0 |
| Montevarchi   | 0-0 | ––– | 3-1 |
| Sangiovannese | 2-1 | 1-0 | ––– |

| Pos. | Squadra       | Pt | G | V | N | P | GF | GS | DR |
| ---- | ------------- | -- | - | - | - | - | -- | -- | -- |
| 1.   | Arezzo        | 5  | 4 | 2 | 1 | 1 | 5  | 2  | +3 |
| 2.   | Sangiovannese | 4  | 4 | 2 | 0 | 2 | 4  | 6  | -2 |
| 3.   | Montevarchi   | 3  | 4 | 1 | 1 | 2 | 3  | 4  | -1 |

##### Girone 19
|               | CIV | GRO | TER |
| ------------- | --- | --- | --- |
| Civitavecchia | ––– | 1-3 | 1-2 |
| Grosseto      | 4-0 | ––– | 1-2 |
| Ternana       | 4-1 | 0-0 | ––– |

| Pos. | Squadra       | Pt | G | V | N | P | GF | GS | DR  |
| ---- | ------------- | -- | - | - | - | - | -- | -- | --- |
| 1.   | Ternana       | 7  | 4 | 3 | 1 | 0 | 8  | 3  | +5  |
| 2.   | Grosseto      | 5  | 4 | 2 | 1 | 1 | 8  | 3  | +5  |
| 3.   | Civitavecchia | 0  | 4 | 0 | 0 | 4 | 3  | 13 | -10 |

##### Girone 20
|                   | BAN | SAN | TOR |
| ----------------- | --- | --- | --- |
| Banco di Roma     | ––– | 2-0 | 1-1 |
| Sant'Elena Quartu | 0-0 | ––– | 0-2 |
| Torres            | 0-0 | 3-1 | ––– |

| Pos. | Squadra       | Pt | G | V | N | P | GF | GS | DR |
| ---- | ------------- | -- | - | - | - | - | -- | -- | -- |
| 1.   | Torres        | 6  | 4 | 2 | 2 | 0 | 6  | 2  | +4 |
| 2.   | Banco di Roma | 5  | 4 | 1 | 3 | 0 | 3  | 1  | +2 |
| 3.   | Sant'Elena    | 1  | 4 | 0 | 1 | 3 | 1  | 7  | -6 |

##### Girone 21
|           | ALM | FRO | LAT |
| --------- | --- | --- | --- |
| ALMAS     | ––– | 1-1 | 2-1 |
| Frosinone | 2-0 | ––– | 0-0 |
| Latina    | 1-1 | 0-1 | ––– |

| Pos. | Squadra   | Pt | G | V | N | P | GF | GS | DR |
| ---- | --------- | -- | - | - | - | - | -- | -- | -- |
| 1.   | Frosinone | 6  | 4 | 2 | 2 | 0 | 4  | 1  | +3 |
| 2.   | ALMAS     | 4  | 4 | 1 | 2 | 1 | 4  | 5  | -1 |
| 3.   | Latina    | 2  | 4 | 0 | 2 | 2 | 2  | 4  | -2 |

##### Girone 22
|                  | ANC | JES | VIG |
| ---------------- | --- | --- | --- |
| Anconitana       | ––– | 2-0 | 0-1 |
| Jesi             | 3-1 | ––– | 0-0 |
| Vigor Senigallia | 2-1 | 2-0 | ––– |

| Pos. | Squadra          | Pt | G | V | N | P | GF | GS | DR |
| ---- | ---------------- | -- | - | - | - | - | -- | -- | -- |
| 1.   | Vigor Senigallia | 7  | 4 | 3 | 1 | 0 | 5  | 1  | +4 |
| 2.   | Jesi             | 3  | 4 | 1 | 1 | 2 | 3  | 5  | -2 |
| 3.   | Anconitana       | 2  | 4 | 1 | 0 | 3 | 4  | 6  | -2 |

##### Girone 23
|              | CIV | MAC | OSI |
| ------------ | --- | --- | --- |
| Civitanovese | ––– | 1-0 | 0-0 |
| Maceratese   | 1-1 | ––– | 3-2 |
| Osimana      | 3-1 | 0-0 | ––– |

| Pos. | Squadra      | Pt | G | V | N | P | GF | GS | DR |
| ---- | ------------ | -- | - | - | - | - | -- | -- | -- |
| 1.   | Osimana      | 4  | 4 | 1 | 2 | 1 | 5  | 4  | +1 |
| 2.   | Maceratese   | 4  | 4 | 1 | 2 | 1 | 4  | 4  | 0  |
| 3.   | Civitanovese | 4  | 4 | 1 | 2 | 1 | 3  | 4  | -1 |

##### Girone 24
|            | GIU | LAQ | TER |
| ---------- | --- | --- | --- |
| Giulianova | ––– | 1-0 | 1-0 |
| L'Aquila   | 0-0 | ––– | 0-0 |
| Teramo     | 2-0 | 2-0 | ––– |

| Pos. | Squadra    | Pt | G | V | N | P | GF | GS | DR |
| ---- | ---------- | -- | - | - | - | - | -- | -- | -- |
| 1.   | Teramo     | 5  | 4 | 2 | 1 | 1 | 4  | 1  | +3 |
| 2.   | Giulianova | 5  | 4 | 2 | 1 | 1 | 2  | 2  | 0  |
| 3.   | L'Aquila   | 2  | 4 | 0 | 2 | 2 | 0  | 3  | -3 |

##### Girone 25
|             | CHI | FRA | LAN |
| ----------- | --- | --- | --- |
| Chieti      | ––– | 1-3 | 0-0 |
| Francavilla | 3-0 | ––– | 0-0 |
| Lanciano    | 0-1 | 0-3 | ––– |

| Pos. | Squadra     | Pt | G | V | N | P | GF | GS | DR |
| ---- | ----------- | -- | - | - | - | - | -- | -- | -- |
| 1.   | Francavilla | 7  | 4 | 3 | 1 | 0 | 9  | 1  | +8 |
| 2.   | Chieti      | 3  | 4 | 1 | 1 | 2 | 2  | 6  | -4 |
| 3.   | Lanciano    | 2  | 4 | 0 | 2 | 2 | 0  | 4  | -4 |

##### Girone 26
|            | AVE | CAM | CAS |
| ---------- | --- | --- | --- |
| Avezzano   | ––– | 1-3 | 1-1 |
| Campobasso | 1-0 | ––– | 0-0 |
| Casertana  | 4-0 | 0-0 | ––– |

| Pos. | Squadra    | Pt | G | V | N | P | GF | GS | DR |
| ---- | ---------- | -- | - | - | - | - | -- | -- | -- |
| 1.   | Campobasso | 6  | 4 | 2 | 2 | 0 | 4  | 1  | +3 |
| 2.   | Casertana  | 5  | 4 | 1 | 3 | 0 | 5  | 1  | +4 |
| 3.   | Avezzano   | 1  | 4 | 0 | 1 | 3 | 2  | 9  | -7 |

##### Girone 27
|          | CAM | CAS | FRA |
| -------- | --- | --- | --- |
| Campania | ––– | 2-0 | 1-0 |
| Casoria  | 2-1 | ––– | 0-0 |
| Frattese | 1-0 | 0-0 | ––– |

| Pos. | Squadra  | Pt | G | V | N | P | GF | GS | DR |
| ---- | -------- | -- | - | - | - | - | -- | -- | -- |
| 1.   | Campania | 4  | 4 | 2 | 0 | 2 | 4  | 3  | +1 |
| 2.   | Frattese | 4  | 4 | 1 | 2 | 1 | 1  | 1  | 0  |
| 3.   | Casoria  | 4  | 4 | 1 | 2 | 1 | 2  | 3  | -1 |

##### Girone 28
|           | BEN | PAL  | SAV |
| --------- | --- | ---- | --- |
| Benevento | ––– | 11-0 | 3-0 |
| Palmese   | 1-8 | –––  | 0-6 |
| Savoia    | 0-1 | 6-0  | ––– |

| Pos. | Squadra   | Pt | G | V | N | P | GF | GS | DR  |
| ---- | --------- | -- | - | - | - | - | -- | -- | --- |
| 1.   | Benevento | 8  | 4 | 4 | 0 | 0 | 23 | 1  | +22 |
| 2.   | Savoia    | 4  | 4 | 2 | 0 | 2 | 12 | 4  | +8  |
| 3.   | Palmese   | 0  | 4 | 0 | 0 | 4 | 1  | 31 | -30 |

##### Girone 29
|            | ERC | PAG | TUR |
| ---------- | --- | --- | --- |
| Ercolanese | ––– | 2-0 | 4-0 |
| Paganese   | 0-1 | ––– | 0-3 |
| Turris     | 0-0 | 0-0 | ––– |

| Pos. | Squadra    | Pt | G | V | N | P | GF | GS | DR |
| ---- | ---------- | -- | - | - | - | - | -- | -- | -- |
| 1.   | Ercolanese | 7  | 4 | 3 | 1 | 0 | 7  | 0  | +7 |
| 2.   | Turris     | 4  | 4 | 1 | 2 | 1 | 3  | 4  | -1 |
| 3.   | Paganese   | 1  | 4 | 0 | 1 | 3 | 0  | 6  | -6 |

##### Girone 30
|             | NOC | SAL | SOR |
| ----------- | --- | --- | --- |
| Nocerina    | ––– | 0-3 | 1-0 |
| Salernitana | 0-0 | ––– | 1-0 |
| Sorrento    | 2-2 | 1-1 | ––– |

| Pos. | Squadra     | Pt | G | V | N | P | GF | GS | DR |
| ---- | ----------- | -- | - | - | - | - | -- | -- | -- |
| 1.   | Salernitana | 6  | 4 | 2 | 2 | 0 | 5  | 1  | +4 |
| 2.   | Nocerina    | 4  | 4 | 1 | 2 | 1 | 3  | 5  | -2 |
| 3.   | Sorrento    | 2  | 4 | 0 | 2 | 2 | 3  | 5  | -2 |

##### Girone 31
|          | BAR | MAT | POT |
| -------- | --- | --- | --- |
| Barletta | ––– | 0-0 | 2-1 |
| Matera   | 0-2 | ––– | 3-2 |
| Potenza  | 1-2 | 2-0 | ––– |

| Pos. | Squadra  | Pt | G | V | N | P | GF | GS | DR |
| ---- | -------- | -- | - | - | - | - | -- | -- | -- |
| 1.   | Barletta | 7  | 4 | 3 | 1 | 0 | 6  | 2  | +4 |
| 2.   | Matera   | 3  | 4 | 1 | 1 | 2 | 3  | 6  | -3 |
| 3.   | Potenza  | 2  | 4 | 1 | 0 | 3 | 6  | 7  | -1 |

##### Girone 32
|          | MAR | MON | TAR |
| -------- | --- | --- | --- |
| Martina  | ––– | 1-0 | 0-0 |
| Monopoli | 1-3 | ––– | 0-1 |
| Taranto  | 2-1 | 3-3 | ––– |

| Pos. | Squadra  | Pt | G | V | N | P | GF | GS | DR |
| ---- | -------- | -- | - | - | - | - | -- | -- | -- |
| 1.   | Taranto  | 6  | 4 | 2 | 2 | 0 | 6  | 4  | +2 |
| 2.   | Martina  | 5  | 4 | 2 | 1 | 1 | 5  | 3  | +2 |
| 3.   | Monopoli | 1  | 4 | 0 | 1 | 3 | 4  | 8  | -4 |

##### Girone 33
|                 | BRI | SQU | VIR |
| --------------- | --- | --- | --- |
| Brindisi        | ––– | 0-1 | 1-3 |
| Squinzano       | 1-1 | ––– | 0-0 |
| Virtus Casarano | 1-1 | 1-1 | ––– |

| Pos. | Squadra   | Pt | G | V | N | P | GF | GS | DR |
| ---- | --------- | -- | - | - | - | - | -- | -- | -- |
| 1.   | Casarano  | 5  | 4 | 1 | 3 | 0 | 5  | 3  | +2 |
| 2.   | Squinzano | 5  | 4 | 1 | 3 | 0 | 3  | 2  | +1 |
| 3.   | Brindisi  | 2  | 4 | 0 | 1 | 3 | 3  | 6  | -3 |

##### Girone 34
|         | COS | REG | REN |
| ------- | --- | --- | --- |
| Cosenza | ––– | 0-0 | 1-1 |
| Reggina | 4-1 | ––– | 0-0 |
| Rende   | 0-1 | 0-0 | ––– |

| Pos. | Squadra | Pt | G | V | N | P | GF | GS | DR |
| ---- | ------- | -- | - | - | - | - | -- | -- | -- |
| 1.   | Reggina | 5  | 4 | 1 | 3 | 0 | 4  | 1  | +3 |
| 2.   | Cosenza | 4  | 4 | 1 | 2 | 1 | 3  | 5  | -2 |
| 3.   | Rende   | 3  | 4 | 0 | 3 | 1 | 1  | 2  | -1 |

##### Girone 35
|          | MES | MOD | SIR |
| -------- | --- | --- | --- |
| Messina  | ––– | 4-0 | 0-3 |
| Modica   | 1-1 | ––– | 1-1 |
| Siracusa | 0-0 | 2-1 | ––– |

| Pos. | Squadra  | Pt | G | V | N | P | GF | GS | DR |
| ---- | -------- | -- | - | - | - | - | -- | -- | -- |
| 1.   | Siracusa | 6  | 4 | 2 | 2 | 0 | 6  | 2  | +4 |
| 2.   | Messina  | 4  | 4 | 1 | 2 | 1 | 5  | 4  | +1 |
| 3.   | Modica   | 2  | 4 | 0 | 2 | 2 | 3  | 8  | -5 |

##### Girone 36
|         | AKR | ALC | MAR |
| ------- | --- | --- | --- |
| Akragas | ––– | 2-0 | 0-1 |
| Alcamo  | 0-0 | ––– | 0-0 |
| Marsala | 0-2 | 1-1 | ––– |

| Pos. | Squadra | Pt | G | V | N | P | GF | GS | DR |
| ---- | ------- | -- | - | - | - | - | -- | -- | -- |
| 1.   | Akragas | 5  | 4 | 2 | 1 | 1 | 4  | 1  | +3 |
| 2.   | Marsala | 4  | 4 | 1 | 2 | 1 | 2  | 3  | -1 |
| 3.   | Alcamo  | 3  | 4 | 0 | 3 | 1 | 1  | 3  | -2 |

#### Qualificazioni ai sedicesimi di finale
Le otto squadre estratte a sorte per ridurre ulteriormente il numero delle ammesse alla fase finale s'incontrarono il 28 ottobre e l'11 novembre 1981.
| Squadra 1    | Totale | Squadra 2  | Andata     | Ritorno         |
| ------------ | ------ | ---------- | ---------- | --------------- |
|              |        |            | 28.10.1981 | 11.11.1981      |
| Campania     | 5 - 2  | Benevento  | 2 - 0      | 3 - 2           |
| Frosinone    | 0 - 2  | Campobasso | 0 - 0      | 0 - 2           |
| L.R. Vicenza | 10 - 2 | Lecco      | 7 - 1      | 3 - 1           |
| Casarano     | 2 - 2  | Taranto    | 1 - 1      | 1 - 1 (2-5 dcr) |

### Fase finale

#### Sedicesimi di finale
Le gare si disputarono il 25 novembre ed il 9 dicembre 1981.
| Squadra 1        | Totale | Squadra 2    | Andata     | Ritorno         |
| ---------------- | ------ | ------------ | ---------- | --------------- |
|                  |        |              | 25.11.1981 | 09.12.1981      |
| Akragas          | 2 - 1  | Reggina      | 2 - 0      | 0 - 1           |
| Arezzo           | 0 - 0  | Torres       | 0 - 0      | 0 - 0 (4-3 dcr) |
| Barletta         | 0 - 4  | Salernitana  | 0 - 1      | 0 - 3           |
| Campania         | 1 - 0  | Siracusa     | 1 - 0      | 0 - 0           |
| Carrarese        | 2 - 3  | Novara       | 2 - 1      | 0 - 2 (dts)     |
| Derthona         | 1 - 2  | Atalanta     | 1 - 1      | 0 - 1           |
| Empoli           | 1 - 6  | Savona       | 0 - 2      | 1 - 4           |
| Ercolanese       | 2 - 2  | Taranto      | 2 - 1      | 0 - 1 (4-6 dcr) |
| Legnano          | 2 - 1  | Monza        | 1 - 0      | 1 - 1 (dts)     |
| Mantova          | 1 - 2  | L.R. Vicenza | 1 - 1      | 0 - 1           |
| Mira             | 1 - 2  | Triestina    | 1 - 1      | 0 - 1           |
| Osimana          | 4 - 2  | Francavilla  | 1 - 1      | 3 - 1           |
| Parma            | 2 - 0  | Trento       | 1 - 0      | 1 - 0           |
| Prato            | 3 - 3  | Forlì        | 2 - 0      | 1 - 3 (9-8 dcr) |
| Teramo           | 2 - 5  | Campobasso   | 1 - 1      | 1 - 4 (dts)     |
| Vigor Senigallia | 3 - 5  | Ternana      | 1 - 1      | 2 - 4           |

#### Ottavi di finale
Le gare si disputarono il 10 ed il 24 febbraio 1982.
| Squadra 1 | Totale | Squadra 2    | Andata     | Ritorno         |
| --------- | ------ | ------------ | ---------- | --------------- |
|           |        |              | 10.02.1982 | 24.02.1982      |
| Akragas   | 1 - 1  | Campania     | 1 - 0      | 0 - 1 (5-6 dcr) |
| Atalanta  | 0 - 1  | Novara       | 0 - 0      | 0 - 1           |
| Osimana   | 2 - 1  | Arezzo       | 1 - 0      | 1 - 1           |
| Parma     | 2 - 2  | Legnano      | 1 - 0      | 1 - 2 (6-8 dcr) |
| Savona    | 1 - 1  | Prato        | 1 - 0      | 0 - 1 (3-2 dcr) |
| Taranto   | 2 - 2  | Salernitana  | 2 - 2      | 0 - 0 (4-5 dcr) |
| Ternana   | 1 - 3  | Campobasso   | 1 - 1      | 0 - 2           |
| Triestina | 0 - 2  | L.R. Vicenza | 0 - 0      | 0 - 2           |

#### Quarti di finale
Le gare si disputarono il 31 marzo ed il 14 aprile 1982.
| Squadra 1 | Totale | Squadra 2    | Andata     | Ritorno     |
| --------- | ------ | ------------ | ---------- | ----------- |
|           |        |              | 31.03.1982 | 14.04.1982  |
| Campania  | 2 - 1  | Salernitana  | 1 - 1      | 1 - 0 (dts) |
| Legnano   | 1 - 6  | L.R. Vicenza | 0 - 0      | 1 - 6       |
| Osimana   | 0 - 2  | Campobasso   | 0 - 0      | 0 - 2       |
| Savona    | 1 - 0  | Novara       | 1 - 0      | 0 - 0       |

#### Semifinali
Le gare si disputarono il 28 aprile ed il 19 maggio 1982.
| Squadra 1 | Totale | Squadra 2    | Andata     | Ritorno    |
| --------- | ------ | ------------ | ---------- | ---------- |
|           |        |              | 28.04.1982 | 19.05.1982 |
| Campania  | 0 - 1  | Campobasso   | 0 - 0      | 0 - 1      |
| Savona    | 2 - 3  | L.R. Vicenza | 1 - 1      | 1 - 2      |

#### Finali
| Squadra 1  | Totale | Squadra 2    | Andata     | Ritorno    |
| ---------- | ------ | ------------ | ---------- | ---------- |
|            |        |              | 13.06.1982 | 16.06.1982 |
| Campobasso | 1 - 3  | L.R. Vicenza | 0 - 0      | 1 - 3      |

| Campobasso 13 giugno 1982 | Campobasso         | 0 – 0 | L.R. Vicenza | Stadio Giovanni Romagnoli\| Arbitro: \| De Marchi (Novara) \| |
| Arbitro:                  | De Marchi (Novara) |       |              |                                                               |

| Arbitro: | Testa (Prato) |

|                                           |           |               |
| Corallo 82’ Guerra 91’ Renica 112’ (rig.) | Marcatori | 7’ Maragliulo |